# 安格里格镇
安格里格镇，是中华人民共和国新疆维吾尔自治区博尔塔拉蒙古自治州温泉县下辖的一个乡镇级行政单位。
2014年5月26日，新疆维吾尔自治区人民政府批复同意撤销安格里格乡建制，设立安格里格镇。

## 行政区划
安格里格镇下辖以下地区：
安格里格村、苏明托哈村、达生哈日村、安格里格布呼村、巴勒根特村、托斯呼尔图村、本布图村、格得尔格村、克热雅哈得村、布热勒屯格村、巴特浩图呼尔村、昆得仑布呼村、切坎厄布得格村、奇其尔根布呼村、托里村和厄然哈尔根村。